# 2-甲氧基-4-硝基苯胺
2-甲氧基-4-硝基苯胺是一种有机化合物，化学式O
2NC
6H
3(OCH
3)NH
2，是甲氧基硝基苯胺的同分异构体之一，常温常压下为黄色固体，可用于合成颜料黄74，会影响几种细胞色素P450表达。